# ۱۷۴۰ (میلادی)
۱۷۴۰ (میلادی) هزارو هفتصد و چهلمین سال تقویم میلادی است.

## زادگان
- ۲ ژوئن - مارکی دوساد، نویسندهٔ فرانسوی
- ۲۴ نوامبر - جان بیکن، مجسمه‌ساز انگلیسی

## درگذشتگان
- ۵ ژانویه – آنتونیو لوتی، آهنگساز ایتالیایی (ز. ۱۶۶۷)
- ۲۰ اکتبر – کارل ششم، امپراتور مقدس روم، آهنگساز اهل مجارستان (ز. ۱۶۸۵)